# Viktor Pavlovich Maslov
Viktor Pavlovich Maslov (tiếng Nga: Виктор Павлович Маслов; 15 tháng 6 năm 1930 – 3 tháng 8 năm 2023) là một nhà vật lý và toán học người Nga. Ông là tác giả của lý thuyết "Maslov-type index theory" (Lý thuyết chỉ số kiểu Maslov), một lý thuyết được ứng dụng rộng rãi trong toán học trừu tượng, và cả trong cơ học lượng tử, hóa học lượng tử và quang học. Viktor Pavlovich Maslov là thành viên của Viện khoa học Nga từ năm 1984.
Ông được nhiều người Việt biết tới vì là chồng của bà Lê Vũ Anh, con gái cố tổng bí thư Lê Duẩn với người vợ thứ hai.

## Tiểu sử
Maslov lấy bằng tiến sĩ về khoa học toán lý vào năm 1957 . Các lĩnh vực ông quan tâm chính là lý thuyết lượng tử, siêu chảy, siêu dẫn, và giai đoạn chuyển tiếp. Ông là chủ bút của tập san Ghi chú Toán học và Tập san Toán học Vật lý Nga.

## Gia đình
Maslov lập gia đình hai lần. Người vợ đầu của Maslov là một người Việt Nam tên là Lê Vũ Anh, người vợ sau tên là Irina, người Nga. Hai người vợ của ông cùng tuổi với nhau. Với người vợ đầu Lê Vũ Anh, Maslov và bà có ba người con.

### Lê Vũ Anh
Bà Lê Vũ Anh sinh năm 1950 tại Việt Nam và là con gái đầu tiên của Lê Duẩn và người vợ thứ hai, Bảy Vân. Năm lên 4 tuổi, Lê Vũ Anh đã theo mẹ mình, bà Nguyễn Thụy Nga, lúc đó đang mang thai Lê Kiên Thành, để tập kết ra Bắc. Cha bà Lê Vũ Anh thì ở lại miền Nam tham gia hoạt động cách mạng. Năm 1959, bà Anh theo mẹ sang học ở Trường Đại học nhân dân Bắc Kinh, Trung Quốc. Bà Vũ Anh, theo lời kể của Maslov, chơi thân với con gái của Đặng Tiểu Bình. Họ có cả hình chụp chung khi được ngồi trên đùi Mao Trạch Đông. Năm 1964, bà Anh lại phải chia tay với mẹ, khi bà quyết định trở về miền Nam Việt Nam. Bà Vũ Anh sau đó sống cùng với người chú, em của Lê Duẩn. Khi bà 18 tuổi thì được kết nạp vào Đảng. Tới năm 1973, bà Vũ Anh mới gặp lại mẹ mình ở Moskva..

### Mối tình như tiểu thuyết
Maslov và Lê Vũ Anh đã phải trải qua một mối tình đầy bi kịch, vì vào thập niên 1970, các sinh viên khi được nhà nước Việt Nam Dân chủ Cộng hòa cho đi du học không được phép có quan hệ tình cảm với người ngoại quốc, ai bị bắt quả tang sẽ phải kiểm điểm hoặc có thể bị đuổi về nước. Bà Vũ Anh để khỏi gặp rắc rối đã về nước lấy một sinh viên người Việt cùng trường đại học và muốn ở lại Việt Nam để quên đi mối tình với Maslov. Tuy nhiên cô ta bị cha bắt buộc phải trở về Nga để hoàn thành môn học. Khi cùng chồng trở lại Moskva, Vũ Anh mới biết là mình không yêu chồng mình và không thể quên được người tình. Bà quyết định sống ly thân với chồng và lén lút qua lại với người tình. Sau khi có thai lần thứ nhì, lần đầu bị sẩy thai, Vũ Anh đã có đủ nghị lực để xin chồng ly hôn nhằm có thể làm hôn thú (lén lút không cho gia đình biết) với Maslov. Bà sinh một con gái vào ngày 31 tháng 10 năm 1977 tên là Lena. Gặp cha tình cờ khi ông sang Nga công tác, Vũ Anh đã thú nhận mọi chuyện tình cảm của mình. Ông Lê Duẩn đã không chấp nhận những việc đó và tìm cách dụ con về nước. Tuy nhiên dần dần Vũ Anh đã hòa giải được với gia đình. Lê Duẩn trong những lần đi Moskva, lúc nào cũng muốn gặp cho được cháu ngoại Lena, nhưng ông lại không muốn gặp cha của cháu ngoại mình.
Sau khi sinh Tania, người con thứ hai, bà Vũ Anh tiếp tục sinh thêm một cậu con trai là Anton, nhưng bà đã qua đời ngay sau khi sinh vì bị băng huyết. Thi thể bà được hỏa táng và tro cốt đưa về Việt Nam, bình tro bà Vũ Anh được giữ ở nhà bà Bảy Vân.
Maslov từng than phiền là ông không có quyền quyết định việc vợ mình sẽ được chôn cất như thế nào. Ngay sau khi Vũ Anh qua đời, cuộc tranh chấp giành quyền chăm sóc 3 người con của ông với gia đình bên vợ đã xảy ra. Một cán bộ từ Ban chấp hành trung ương đã đảm nhận việc liên lạc giữa Maslov và gia đình Vũ Anh. Cả hai phía đề xuất một giải pháp thỏa hiệp, Maslov giữ lại các con gái của mình, còn con trai thì trao cho Lê Duẩn. Maslov chỉ chấp nhận cho con trai đi 2 năm tới Việt Nam. Nhưng sau thời hạn, Maslov không thấy con trai được đưa về. Maslov phải tranh đấu thêm 2 năm nữa, mới được Lê Duẩn chấp nhận đưa cháu ngoại sang gặp cha. Tuy nhiên, người con mà Maslov gặp không còn là Anton Maslov như trước đây, mà là một công dân Việt Nam với cái tên mới Nguyễn An Hoàn và không hề biết nói tiếng Nga. Theo Maslov, Lê Duẩn không có ý định trả lại con, mà còn hy vọng sẽ mang luôn cả các cháu gái về. Lo sợ mất các con, Maslov liên lạc với Anatolia Gromyko, con trai Chủ tịch Xô viết tối cao Liên Xô Andrei Andreyevich Gromyko, một người thân cận với Gorbachev. Ông được Gromyko khuyên là nên viết thư cho Gorbachev và hứa là sẽ thuyết phục Gorbachev đọc nó. Sau đó ông đã phải đưa ba con đi trốn vài tháng ở Belovejskaia Puşcia, Belorussia cho tới khi Lê Duẩn từ bỏ ý định bắt cháu về. Có lẽ Gorbachev đã nói chuyện với Lê Duẩn.

### Tái giá lần hai
Maslov một thời gian sau kết hôn với bà Irina, một phụ nữ cùng tuổi với người vợ cũ Vũ Anh. Bà Irina là một nhà ngôn ngữ, bà có hàm phó tiến sỹ khoa học năm 1991. 

### Các người con
Các người con của Maslov sau này đều thành đạt. Lena là một kiến trúc sư, lập trình, sống với gia đình ở Hà Lan. Tania và Anton đang sống ở Anh. Tania tốt nghiệp MGU ở Moskva chuyên ngành "ngôn ngữ", khi sang Anh thì chuyển nghề giống như Lena, chuyên về lập trình. Anton tốt nghiệp MVK – khoa toán học tính toán và điều khiển học MGU, cũng làm việc liên quan đến máy tính.

## Vinh danh
- 1982 Huy chương vàng Ljapunow
- 1984 Trở thành thành viên của Viện khoa học Nga và được giải thưởng Quốc gia Nga.
- 1985 Giải thưởng Lenin
- 2000 Giải thưởng Demidow
- 2013 Giải thưởng Quốc gia Nga [10]